# Lavor
Lavor  (outras grafias: Laver, Lavis etc.) é um sobrenome ou apelido de família de origem inglesa.

## Origem
Os registros deste sobrenome são encontrados desde o século XVI na região de Somerset na Inglaterra, onde a família está presente ainda hoje. Uma descendência de Edward Laver (c. 1560 -?) foi estudada por Elona Lossberg.
Outro registro histórico da Família Lavor é encontrado no livro De Historia Judía Hispánica do Prof. David Romano da Universidad de Barcelona, onde figura a presença dos judeus Simuel e Muca Lavor, Samuel Baruch Lavor, Sarah Lavor, Meriam Lavor, Fahim Lavor, Azarian Lavor e Juce Lavor, todos residentes na juderia de Jaca (Huesca ,Aragão, Espanha) entre 1405 e 1492.
Outros ramos desta família com origem também no século XVI são encontrados na localidade de Suffolk  de Devon   e na Cornwall, Levers, Denzil; Levers, Graham.
Existe uma conexão conjectural desta família com a Casa de Lévis (fr:Maison de Lévis), da França. No Brasil a família Lavor e Lavor Paes Barreto situou-se principalmente nos municípios de Iguatu e Russas e adjacências no Ceará.
Procede esta família do Capitão Luís de Lavor Paes Barreto (1700 -?), Cabo de Santo Agostinho, Pernambuco, filho de Aleixo Paes e de sua esposa.
Um outro ramo da família Lavor brasileira encontra-se em Santarém, no estado do Pará, sendo originado do casal Alfredo Lavor e Raimunda Lavor. Seus filhos chamavam-se Antenor Rodrigues Lavor, César Rodrigues Lavor, Enéas Rodrigues Lavor, Dinair Rodrigues Lavor, Raimunda Rodrigues Lavor e Alfredo Rodrigues Lavor.
Alfredo Rodrigues Lavor, falecido em 2001, foi casado com Raimunda Ivelina Chaves Lavor e teve 5 filhos: Alfredo Kleper Chaves Lavor, Clovis Alberto Chaves Lavor, Paulo Francisco Chaves Lavor, Nazareth Ieda Chaves Lavor (falecida) e Luiz Carlos Chaves Lavor.
Outro ramo da Família Lavor brasileira envontra-se em Pernambuco, na cidade do Recife, sendo originada por Geraldo Lavor. Seu único filho Francisco Siraldo Pereira de Lavor (natural do Ceará) casou-se com Rosangela Bezerra de Lavor e tiveram duas filhas: Amanda Lavor e Angela Lavor.
Existe também um pequeno grupo da família localizado na cidade de São Vicente - São Paulo